# مارک لبدف
رزا لبدف (زاده ۶ مه ۱۹۶۷) ، مربی والیبال استرالیایی با تابعیت لهستانی است.  سرمربی فعلی تیم ملی والیبال اسلوونی و اشتوتگارت فریدریشسهافن .  